# مارگارتا اسونسون
مارگارتا اسونسون (به انگلیسی: Margareta Svensson) (زاده ۲۲ آوریل ۱۹۶۸) خواننده، ترانه‌سرا و بازیگر سوئدی است.